# Kehdinger Küstenschiffahrts-Museum
Das Kehdinger Küstenschiffahrts-Museum ist ein maritimes Museum in Wischhafen. Das 1994 durch private Initiativen von Ehrenamtlichen gegründete Museum befindet sich in einem historischen Getreidespeicher hinter dem Deich. Im Museum, zu dem auch ein Museumshafen mit einem Küstenmotorschiff gehört, sind Gegenstände der Küstenschifffahrt und Flussfischerei ausgestellt. Alle drei, das Museum, der Hafen und die Iris-Jörg stehen unter Denkmalschutz. Wischhafen im Landkreis Stade galt lange Zeit als ein wichtiger Hafen der Küstenschifffahrt.

## Erdgeschoss
Die Besucher werden im Erdgeschoss über die Geschichte des Schiffbaus und der Küstenschifffahrt dieser Region informiert. Es beginnt mit kleinen Ewern und Besanewern, die zum Vortrieb mit Segeln ausgestattet waren. Schiffsmodelle zeigen diese Entwicklung und werden durch Werkstatteinrichtungen, Werkzeuge und Motoren ergänzt, die neben vielen anderen Exponaten ausgestellt sind. Außerdem werden im Erdgeschoss Geräte der Schiffsnavigation und der Funkkommunikation gezeigt, einige Objekte der Flussfischerei und Rettung auf See runden das Bild ab.

## Obergeschoss

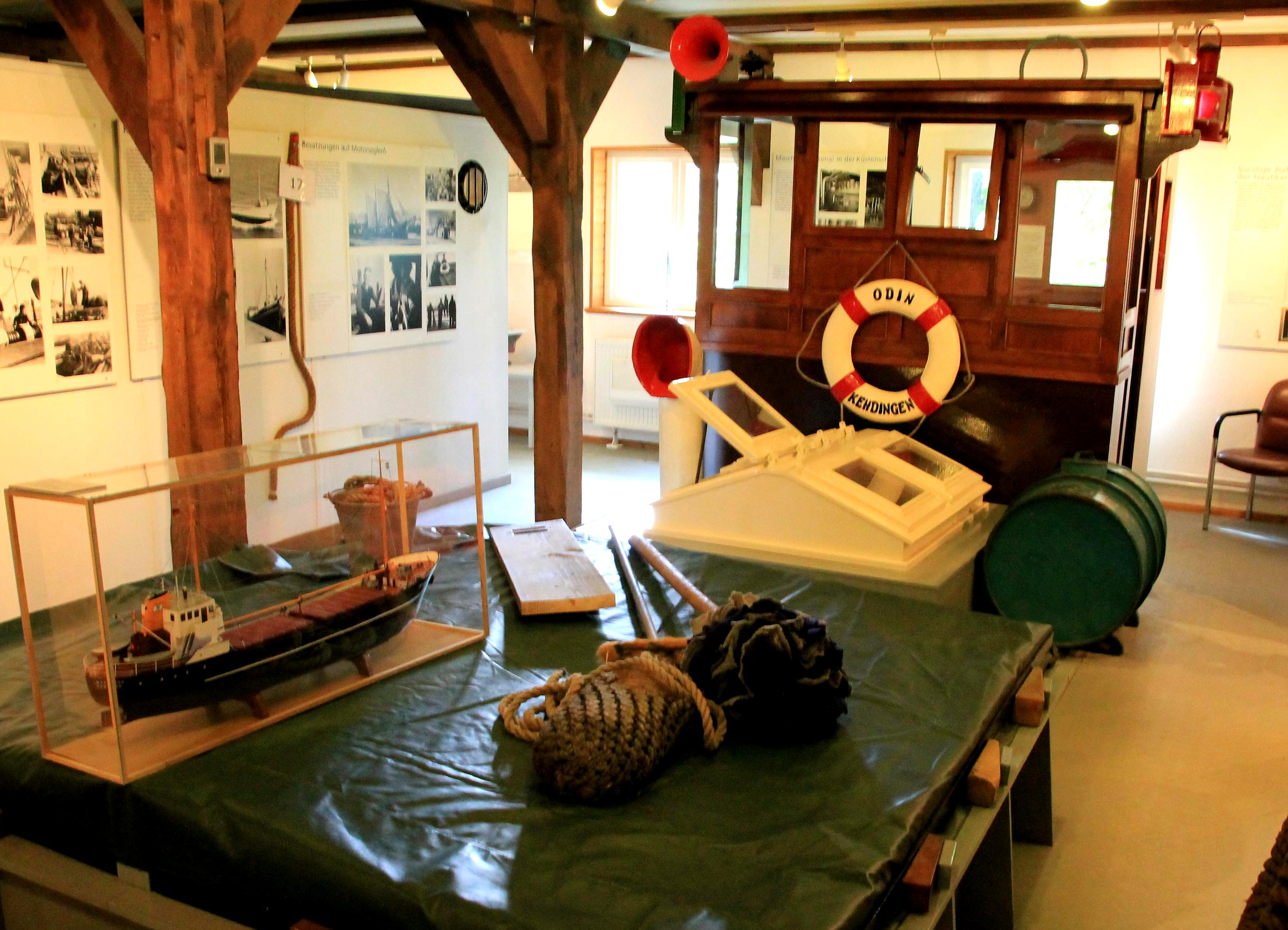
Obergeschoss, Blick auf das Steuerhaus

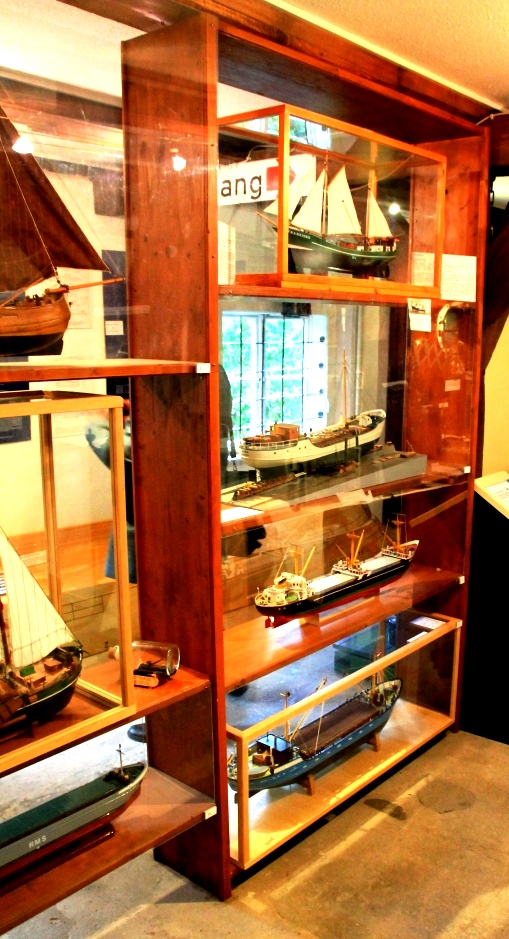
Modelle in der Ausstellung

Im Obergeschoss steht das Leben und Arbeiten auf den Küstenschiffen im Mittelpunkt. Ein Teil eines kleinen Küstenschiffes bestehend aus originalgroßem Ruderhaus und Lukenabdeckung bildet hier den Blickfang. Auf dem Rundgang erhält der Besucher reale Einblicke in das Leben an Bord. Eine Kombüse, eine Messe und eine Matrosenkammer zeigen die Einrichtung und vermitteln wichtige Eindrücke. Viele Gebrauchsgegenstände und Fotos bilden wertvolle Ergänzungen und etliche Modelle setzen die im Erdgeschoss begonnene Entwicklung der Küstenschiffe fort. Im Obergeschoss befinden sich außerdem ein größerer Besprechungsraum und daneben ein Raum mit vielen Fotos, der auch für Filmvorführungen genutzt wird. Der Blick aus dem Fenster des Besprechungsraumes geht auf den Museumshafen mit dem restaurierten Küstenmotorschiff des Museums.

## Museumshafen

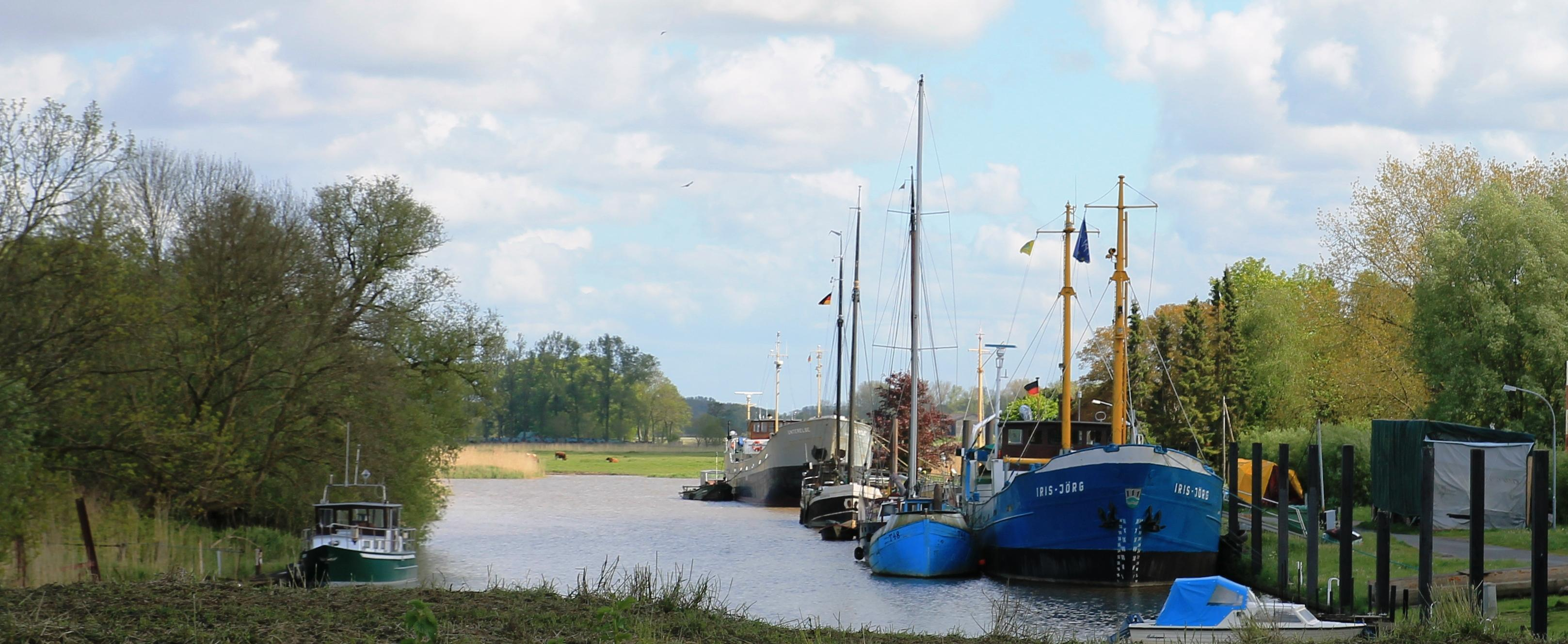
Museumshafen

Eines der besonderen Schwerpunkte des Museums ist das 1956 gebaute Küstenmotorschiff Iris-Jörg im Gemeindehafen, der als Sielhafen angelegt wurde. Auf dem Schiff können Laderaum, Aufbau, Maschinenraum, Kabinen und Brücke besichtigt und so die im Obergeschoss gewonnenen Eindrücke vom Leben an Bord der Küstenschiffe ergänzt werden. Dieser Schiffstyp, abgekürzt als Kümo bezeichnet, verkehrte anfangs vorwiegend an den Küsten und in den Unterläufen der Flüsse. Er fuhr in der kleinen und mittleren Fahrt und versorgte die Häfen mit allen notwendigen Stückgütern. Ab den 1960er Jahren wurde diese Stückgutschiffe schrittweise durch kleine Containerschiffe ersetzt, die in den Handel der Ost- und Nordseeanrainer eingebunden waren. Als Zubringerschiffe, heute Feeder genannt, unterstützten sie außerdem die größeren Containerschiffe bei der Verteilung der Container von Übersee. Dabei wurden besonders die kleineren Häfen der Nord- und Ostsee angelaufen.